# Garde-marines, en avant !
Garde-marines, en avant! (Гардемарины, вперёд!, Gardemariny, vperiod!) est une mini-série soviétique en quatre épisodes réalisé par Svetlana Droujinina, sorti en 1987.

## Fiche technique
- Titre original : Гардемарины, вперёд!
- Titre français : Garde-marines, en avant![1]
- Réalisation : Svetlana Droujinina
- Scénario : Nina Sorotokina, Svetlana Droujinina, Youri Naguibine
- Photographie : Viktor Cheïnine
- Musique : Viktor Lebedev
- Pays d'origine : URSS
- Format : Couleurs - 35 mm - Mono
- Genre : aventure
- Durée : 283 minutes (4 épisodes)
- Date de sortie : 1987

## Distribution
- Dmitri Kharatian : Alexeï Korsak
- Sergueï Jigounov : Alexandre Belov
- Vladimir Chevelkov : Nikita Olenev
- Tatiana Lioutaïeva : Anastassia Iagoujinskaïa
- Olga Machnaïa : Sofia Zotova
- Mikhaïl Boïarski : Benjamen
- Evgueni Evstigneïev : Alexis Bestoujev-Rioumine
- Vladislav Strjeltchik : Lestocq
- Alexandre Abdoulov : Vassili Liadachtchev
- Innokenti Smoktounovski : de Fleury
- Viktor Pavlov : Kotov
- Valeri Afanassiev : Pavel Iagoupov
- Vladimir Balon : Jak
- Viktor Bortsov : Gavrila